# Матилда фон Баден
Матилда фон Баден/Мехтхилд фон Баден (на немски: Mathilde von Baden; Mechtild von Baden; * пр. 22 юни 1368; † сл. 3 август 1425 в Шлойзинген) е маркграфиня от Маркграфство Баден и чрез женитба графиня на Хенеберг-Шлойзинген.

## Произход
Тя е дъщеря на маркграф Рудолф VI фон Баден († 1372) и съпругата му Матилда фон Спонхайм († 1410), дъщеря на граф Йохан III фон Спонхайм († 1398) и Мехтхилд фон Пфалц, пфалцграфиня при Рейн († 1375). Нейните братя са маркграфовете Бернхард I фон Баден (1364 – 1431) и Рудолф VII фон Баден († 1391).

## Фамилия
Матилда фон Баден се омъжва на 4 юли 1376 г. за граф Хайнрих XI (X, XIII) фон Хенеберг-Шлойзинген (* 19 юни 1352; † 26 декември 1405), син на граф Йохан I фон Хенеберг-Шлойзинген († 1359) и съпругата му Елизабет фон Лойхтенберг († 1361). Те имат децата:
- Елизабет (* пр. 1380; † 14 ноември 1444), омъжена пр. 4 май 1393 г. за граф Фридрих I фон Хенеберг-Ашах (1367 – 1422)
- Анна († сл. 1409/1415), омъжена на 19 януари или 19 юни 1385 г. за Йохан I (II) фон Хайдек, кмет на Регенсбург († 1425)
- Вилхелм I (* 31 юли 1384; † 7 юни 1424 в Кипър), граф на Хенеберг-Шлойзинген, женен пр. 30 май 1413 г. за принцеса Анна фон Брауншвайг-Гьотинген (* 1387; † 27 октомври 1426)
- Мехтхилд († 1435/1444), омъжена на 16 ноември 1407 г. за граф Гюнтер XXXII фон Шварцбург-Вахсенбург († 1450)
- Евхариус († сл. 1 февруари 1390)
- Маргарета (* 1385; † 23 октомври 1427), омъжена I. на 23 януари 1399 г. за граф Гюнтер XXVII фон Шварцбург-Бланкенбург († 1418), II. на 23 февруари/ пр. 20 декември 1421 г. за граф Ернст VIII фон Глайхен († 1426), родители на Зигмунд I фон Глайхен-Тона